# Stig Hammarlund
Stig Roland Daniel Hammarlund, född 22 november 1899 i Maria Magdalena församling i Stockholms stad, död 25 september 1969 i Råsunda församling i Stockholms län, var en svensk militär.

## Biografi
Hammarlund avlade studentexamen i Stockholm 1918. Han avlade officersexamen vid Krigsskolan 1922 och utnämndes samma år till fänrik vid Göta livgarde, där han befordrades till underlöjtnant 1924, till löjtnant 1926 och till kapten 1936. Han tjänstgjorde vid Livgrenadjärregementet under 1939, vid Södermanlands regemente 1939–1940 och i Tredje materielbyrån i Artilleridepartementet i Arméförvaltningen 1940–1942. År 1942 befordrades han till major, varpå han tjänstgjorde vid Skånska pansarregementet 1942–1955, där han 1945–1955 var stabschef. Han befordrades till överstelöjtnant 1954 och tjänstgjorde vid Arméstaben 1955–1956. Åren 1956–1966 var Hammarlund chef för Personalkårsexpeditionen vid Armétygförvaltningen (1964 namnändrad till Arméförvaltningen). Han är begravd på Norra begravningsplatsen utanför Stockholm.

## Utmärkelser
- Riddare av första klass av Svärdsorden, 1943.[9]
- Riddare av lettiska orden Tre stjärnor.[3]